# Splinter (The Walking Dead)
«Astilla» —título original en inglés: «Splinter»— es el vigésimo episodio de la tercera parte de la décima temporada de la serie de televisión The Walking Dead y a su vez es el episodio 151 en general. Estuvo dirigido por Laura Belsey y en el guion estuvo a cargo por Julia Ruchman y Vivian Tse, el episodio se lanzó a través de la plataforma de transmisión AMC+ el 19 de marzo de 2021 y se transmitió por televisión el AMC el 21 de marzo. Sin embargo la cadena FOX Channels hizo lo propio en Hispanoamérica y España el 22 de marzo de 2021.
En el episodio, Eugene (Josh McDermitt), Ezekiel (Khary Payton), Yumiko (Eleanor Matsuura) y Juanita "Princesa" Sanchez (Paola Lázaro) son capturados y separados por los misteriosos soldados que los rodeaban en el patio de ferrocarril en "A Certain Doom". Con claustrofobia y ansiedad creciente, Princesa lucha con los recuerdos de su traumático pasado y planea escapar. El episodio recibió críticas mixtas.

## Trama
Eugene, Princesa, Yumiko y Ezekiel están rodeados de varios soldados acorazados. Mientras lucha contra sus captores, Princesa observa cómo Yumiko es golpeada con fuerza en la cabeza por un soldado con un rifle. El grupo se separa y los encarcelan en furgones. Mientras está en cautiverio, Princesa puede hablar con Yumiko y se da cuenta de que sufre un traumatismo en la cabeza. Princesa intenta romper las paredes de madera que los separan, pero se astilla en el dedo, provocando su TEPT. Para mantener despierta a Yumiko, Princesa le cuenta los traumas de su infancia justo antes de que lleguen los soldados y se lleven a Yumiko.
Al día siguiente, Princesa descubre una salida al vagón de Eugene, pero él se niega a salir y le dice que regrese a su vagón para que parezcan dignos del tiempo de la comunidad siguiendo sus órdenes. Llega un soldado y se lleva a Princesa para un interrogatorio. Ella se niega a responder a sus preguntas, exigiendo agresivamente ver a Yumiko mientras los soldados la golpean y la llevan de regreso a su vagón. Princesa intenta volver a ver a Eugene, solo para descubrir que se ha ido. Entonces aparece Ezekiel y los dos discuten sobre qué hacer a continuación.
Más tarde, un soldado entra en el vagón para dejarle comida a Princesa, este es atacado por Ezekiel. Los dos pelean y el soldado es noqueado, solo para que Princesa se dé cuenta de que estaba alucinando a Ezekiel todo el tiempo. Princesa escapa de su furgón y se enfrenta a otra alucinación de Ezekiel, quien intenta convencerla de que huya del recinto y deje a los demás atrás, pero ella se niega y regresa a su furgón. Allí, Princesa libera al soldado y responde a sus preguntas, pero el soldado la vuelve a capturar y le pone una capucha en la cabeza.

## Producción

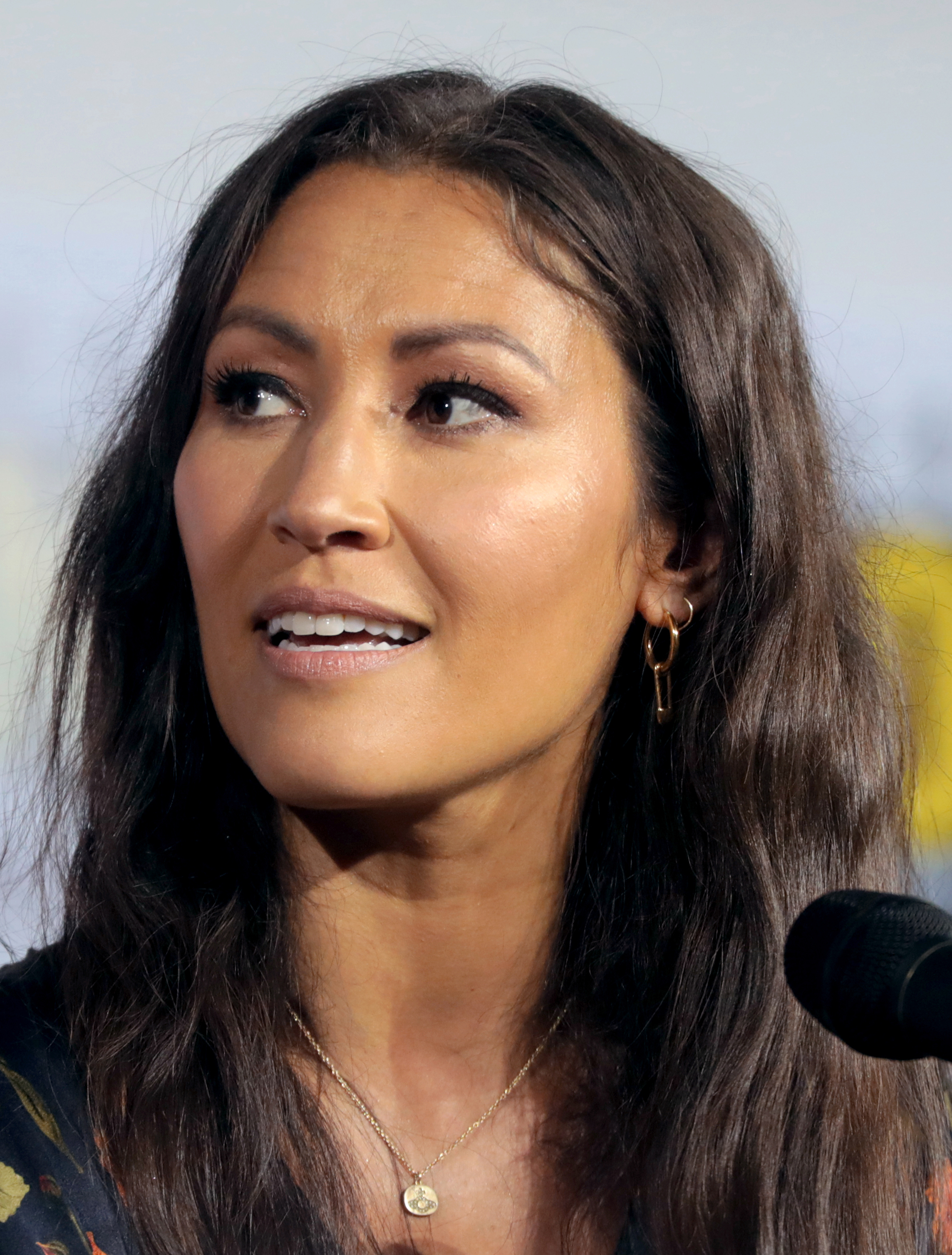
Eleanor Matsuura estuvo ausente en el episodio debido a preocupaciones de seguridad de COVID-19; su voz solo se usa para este episodio.

Eleanor Matsuura quien interpreta a Yumiko no estuvo presente para la filmación del episodio y se usó un cuerpo doble para retratar a su personaje. En lugar de mostrar a Yumiko, el episodio solo contó con la voz de Matsuura. La escritora Angela Kang explicó: Durante la producción, se acordó que no deberían viajar los actores con base en países europeos debido a preocupaciones de seguridad relacionadas con la pandemia de COVID-19.
Durante una entrevista con Dalton Ross de  Entertainment Weekly, Angela Kang respondió a la ausencia de Matsuura y dijo: "Entonces se tomó la decisión de dejar a Eleanor [Matsuura] y Nadia [Hilker], que provienen del Reino Unido y Alemania [y juegan los papeles de Yumiko y Magna], en casa hasta que pudiéramos tener una idea más clara de lo que estaba pasando, que apesta porque amamos a Eleanor y ella quería desesperadamente volver al trabajo. Pero tomamos una decisión por razones de seguridad. No habría tenido sentido no tenerla en los episodios y no tenía sentido no lidiar con esa agrupación en absoluto. Sentimos que queríamos tocarlos, pero ¿cómo lo haces y simplemente dejas a un miembro del cuarteto fuera del episodio que no sea a través de la voz y las tomas de efectos?"

## Recepción

### Recepción crítica
"Splinter" recibió críticas mixtas. En Rotten Tomatoes, el episodio tiene un índice de aprobación del 64% con un puntaje promedio de 6.58/10 sobre 11, basado en 11 reseñas. El consenso crítico del sitio dice: "'Splinter' no hace avanzar la historia de esta temporada de manera significativa, pero la actuación de Paola Lázaro y algunas florituras alucinatorias evitan que esta entrega centrada en los personajes sea completamente redundante."
Alex McLevy escribiendo para The A.V. Club elogió el desarrollo de Paola Lázaro con una calificación de B: "Para todos los efectos, también es esencialmente un programa de una sola mujer. Claro, hay un par de otros personajes aquí, pero este es el programa de Princesa -- y eso es muy bueno."  Ron Hogan de Den of Geek le dio al episodio una calificación de 4/5, elogió el episodio y escribió: "A pesar de tener 10 temporadas, todavía hay un poco de vida en The Walking Dead." En su reseña, Erik Kain de Forbes también elogió las actuaciones de Paola Lázaro y escribió: "Paula Lázaro es fenomenal en el papel, tambaleándose hábilmente entre el alivio cómico y la tragedia. Claramente al borde pero no menos simpática por ello."
Nick Romano de Entertainment Weekly dio una reseña negativa y escribió: "Ya sabíamos que tenía una gran necesidad de psicoterapia y medicamentos para la ansiedad, pero ¿necesitábamos una hora entera enfocándonos en su estado mental en descomposición? Probablemente no."

### Calificaciones
El episodio fue visto por 2,11 millones de espectadores en los Estados Unidos en su fecha de emisión original, debajo del episodio anterior.